# Bifurcata
Clade
Les Bifurcata (bifurcés en français) sont un clade de squamates possédant l'extrémité de la langue bifide (fendue en deux). De plus, ils possèdent des ISO (integumentary sensory organs, ou « organes sensoriels tégumentaires »), détecteurs chimiques leur permettant de détecter plus facilement leurs proies.

## Position phylogénétique
- Squamata
  - Neosquamata
    - Dibamidae
    - Bifurcata
      - Gekkota
      - Unidentata
        - Scinciformata
        - Episquamata

## Publication originale
- (en) Nicolas Vidal et Stephen Blair Hedges, « The phylogeny of squamate reptiles (lizards, snakes, and amphisbaenians) inferred from nine nuclear protein-coding genes », Comptes Rendus. Biologies, Académie des sciences, vol. 328, nos 10-11,‎ 2005, p. 1000-8 (ISSN 1631-0691 et 1768-3238, OCLC 49200702, PMID 16286089, DOI 10.1016/J.CRVI.2005.10.001).